# Eucalyptus pilularis
Eucalyptus pilularis ist eine Pflanzenart innerhalb der Familie der Myrtengewächse (Myrtaceae). Sie kommt an der Küste von New South Wales und in deren Hinterland sowie im Südosten von Queensland vor und wird dort „Blackbutt“ genannt.

## Beschreibung

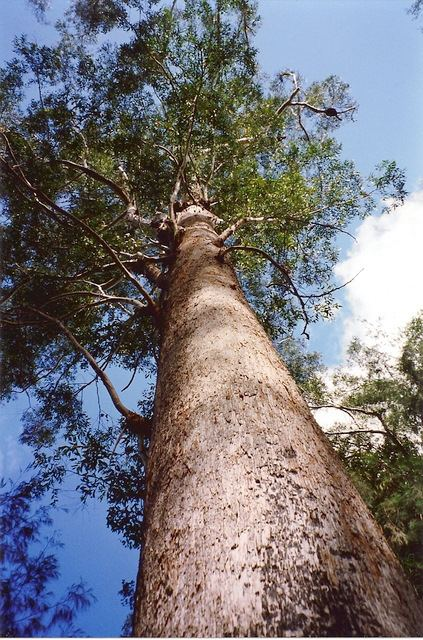
Stamm und Borke

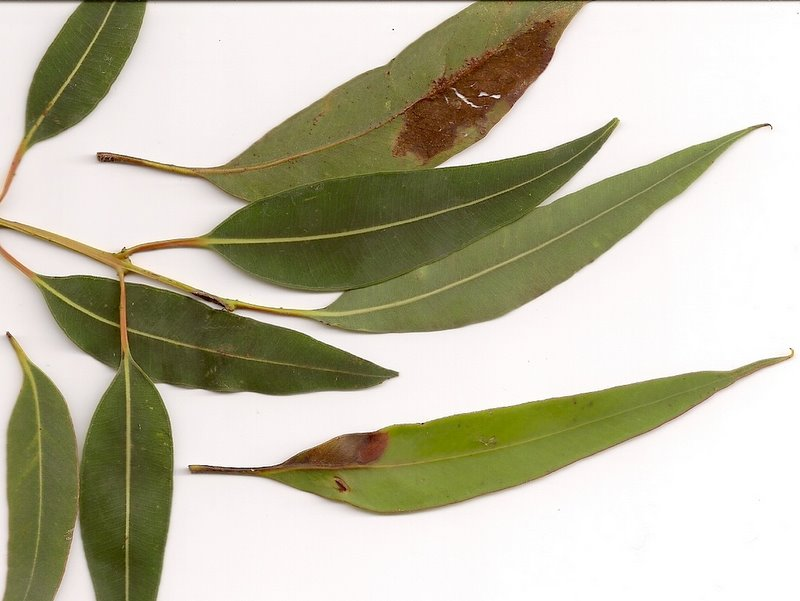
Laubblätter

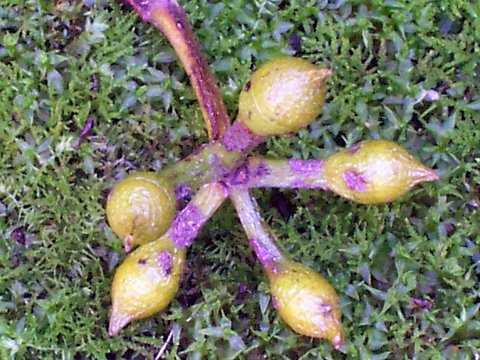
Blütenstand mit Knospen

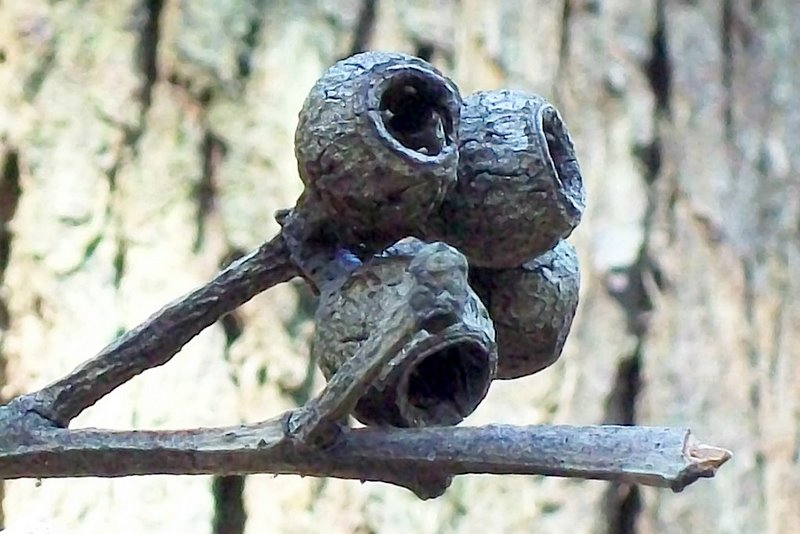
Früchte

### Erscheinungsbild und Blatt
Eucalyptus pilularis wächst als immergrüner Baum, der Wuchshöhen von bis über 50 Meter, selten bis über 60 Meter erreicht. Die Borke verbleibt am gesamten Stamm, ist grau-braun und fasrig bis kurzfasrig. An den oberen Teilen des Baumes ist sie weiß bis grau und schält sich in langen Bändern. Die Rinde der kleinen Zweige ist grün. Weder im Mark der jungen Zweige noch in der Borke gibt es Öldrüsen. Der Stammdurchmesser erreicht bis über 2 Meter, selten bis über 4,5 Meter. Der Baum kann gegen 300 Jahre alt werden.
Bei Eucalyptus pilularis liegt Heterophyllie vor. An jungen Exemplaren sind die Laubblätter sitzend, eilanzettlich und matt grün sowie unterseits heller. An mittelalten Exemplaren sind die Laubblätter bei einer Länge von etwa 17 cm und einer Breite von etwa 4 cm ebenfalls eilanzettlich, gerade, ganzrandig und matt grün. Bei erwachsenen Exemplaren sind die Laubblätter in Blattstiel und -spreite gegliedert. Ihr Blattstiel ist 10 bis 20 mm lang. Ihre auf Ober- und Unterseite gleichfarbig glänzend grüne Blattspreite ist bei einer Länge von 9 bis 16 cm und einer Breite von 1,5 bis 3 cm eilanzettlich, relativ dick, gerade, besitzt eine stumpfe Spreitenbasis und ein spitzes oder zugespitztes oberes Ende. Die erhabenen Seitennerven gehen in mittleren Abständen in einem spitzen Winkel vom Mittelnerv ab. Die Keimblätter (Kotyledone) sind nierenförmig.

### Blütenstand und Blüte
Seitenständig an einem bei einer Länge von 10 bis 17 mm und einem Durchmesser von bis zu 3 mm im Querschnitt schmal abgeflachten oder kantigen Blütenstandsschaft stehen in einem doldigen Blütenstand bis 15 Blüten zusammen. Die Blütenstiele sind 3 bis 6 mm lang und stielrund. Die nicht blaugrün „bemehlten“ oder „bereiften“ Blütenknospen sind bei einer Länge von 7 bis 10 mm und einem Durchmesser von 3 bis 5 mm keulen- oder spindelförmig. Die Kelchblätter bilden eine Calyptra, die bis zur Anthese vorhanden bleibt. Die glatte Calyptra ist konisch oder schnabelförmig, zwei- bis dreimal so lang wie der glatte Blütenbecher (Hypanthium) und ebenso breit wie dieser. Die Blüten sind weiß oder cremeweiß.

### Frucht
Die holzige, gestielte Frucht ist bei einer Länge von 6 bis 11 mm und einem Durchmesser von 7 bis 11 mm kugelig, halbkugelig oder eiförmig und vierfächrig. Der Diskus ist flach oder eingedrückt, die Fruchtfächer sind eingeschlossen oder auf der Höhe des Randes.

## Vorkommen
Das natürliche Verbreitungsgebiet von Eucalyptus pilularis ist die gesamte Küste von New South Wales und ihr Hinterland sowie der Südosten von Queensland.
Eucalyptus pilularis gedeiht weitverbreitet und oft dominant in feuchtem Hartlaub- oder grasigem, lichten Küstenwald auf leichteren, mäßig fruchtbaren Böden.

## Ökologie
Eucalyptus pilularis hat einen hohen Anteil an vielen gefährdeten Pflanzengemeinschaften, beispielsweise dem „Blue Gum High Forest“, den „Illawarra Lowlands“, dem „Bangalay Sandy Forest“ und den grasigen, lichten Wäldern.
Eucalyptus pilularis gehört zu den Futterpflanzen der Koalas.

## Taxonomie
Die Erstveröffentlichung von Eucalyptus pilularis erfolgte 1797 durch James Edward Smith unter dem Titel Botanical Characters of Some Plants of the Natural Order of Myrti in Transactions of the Linnean Society of London, Volume 3, S. 284. Synonyme für Eucalyptus pilularis Sm. sind: Eucalyptus persicifolia Lodd., G.Lodd. & W.Lodd., Eucalyptus semicorticata F.Muell., Eucalyptus incrassata Sieber ex DC. nom. illeg., Eucalyptus pilularis Sm. var. pilularis, Eucalyptus ornata Benth. nom. inval. pro. syn., Eucalyptus pilularis var. typica Domin nom. inval.

## Bekannte Einzelexemplare
Im Middle-Brother-Nationalpark gibt es zwei bekannte, alte Exemplare von Eucalyptus pilularis: „Benaroon“ ist etwa 60 Meter hoch und besitzt auf Brusthöhe einen Stammdurchmesser von 4,75 Metern. „Bird Tree“ besitzt eine ähnliche Wuchshöhe und einen Brusthöhendurchmesser von 3,8 Meter. In der Nähe von Bulli soll Ende des 19. Jahrhunderts ein 85 Meter hohes und etwa 5 Meter dickes Exemplar gefällt worden sein.

## Nutzung
Das Kernholz von Eucalyptus pilularis ist gelb-braun bis hellbraun, hart und beständig. Sein spezifisches Gewicht liegt bei etwa 900 kg/m³. Das Holz von Eucalyptus pilularis dient zur Herstellung von Pfosten, Eisenbahnschwellen, Böden, Decks, Verkleidungen, Verbindungen und Holzchips.